# Taxi 4
Taxi 4 lub T4XI – francuski film fabularny (komedia akcji) z 2007 roku w reżyserii Gérarda Krawczyka. W czwartej części Peugeota 406, który wystąpił w poprzednich trzech filmach z serii, zastąpił Peugeot 407.

## Fabuła
Do komisariatu w Marsylii, gdzie pracuje Émilien (Frédéric Diefenthal), trafia poszukiwany w całej Europie Belg (Jean-Luc Couchard). Émilien daje wiarę jego opowieściom i wypuszcza go na wolność, za co zostaje zwolniony. Z pomocą przychodzi mu zaprzyjaźniony taksówkarz Daniel (Samy Naceri). Razem starają się schwytać Belga, co pomoże Émilienowi wrócić do pracy.

## Obsada
- Samy Naceri − Daniel Morales
- Frédéric Diefenthal − Émilien Coutant-Kerbalec
- Bernard Farcy − komisarz Gibert
- Emma Sjöberg − Petra
- Jean-Christophe Bouvet − generał Bertineau
- Djibril Cissé − on sam